# Gentiana querceticola
Gentiana querceticola är en gentianaväxtart som beskrevs av Josef Jakob Halda, Jurá. Gentiana querceticola ingår i släktet gentianor, och familjen gentianaväxter. Inga underarter finns listade i Catalogue of Life.